# Simone Schaller
Simone Estelle Schaller Kirin (* 22. August 1912 in Manchester, Connecticut; † 20. Oktober 2016 in Arcadia, Kalifornien) war eine US-amerikanische Leichtathletin, die im Hürdensprint erfolgreich war.

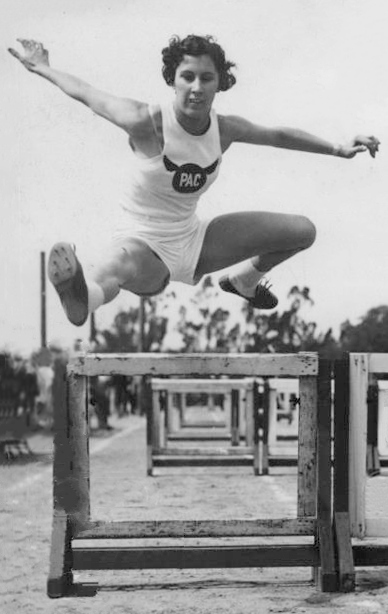
Simone Schaller bei einem Wettkampf im Juni 1932

## Karriere
Simone Schaller wurde in der Kleinstadt Manchester im US-Bundesstaat Connecticut geboren. Sie war das Kind eines Schweizers und einer Italienerin. Simone hatte einen Bruder und eine Schwester. Die Familie zog, als Simone sieben Jahre alt war, auf Grund der Asthmaerkrankung ihres Vaters nach Kalifornien. Simone besuchte die High School in Monrovia, dort begann sie auch Sport zu treiben. Sie war in der Leichtathletik, im Volleyball, Baseball und Basketball aktiv. Nach ihrem Schulabschluss fand sie eine Anstellung als Büroangestellte und war zudem in der Organisation von Abendspielen der Basketball- und Softballliga beteiligt.
1932 wurde sie Mitglied in der Los Angeles Athletic Association und begann dort ihr Leichtathletiktraining. Besonders gefördert und motiviert wurde sie von Aileen Allen, die als Wasserspringerin an den Olympischen Spielen 1920 in Antwerpen teilgenommen hatte. Allen trainierte sie, Simone begann dabei, sich auf die Hürdensprints zu konzentrieren. Nur knapp drei Monate nach Beginn ihres Trainings trat sie bei den Ausscheidungswettkämpfen für die Olympischen Sommerspiele 1932 in Los Angeles an. Die US Trials fanden im kalifornischen Stanford statt. Überraschenderweise schaffte es Schaller ins US-Team, sie hatte die Ausscheidung als Dritte beendet.
In Los Angeles wurde erstmals der 80-Meter-Hürdenlauf der Frauen bei Olympischen Spielen ausgetragen. Simone Schaller trat in ihrem Vorlauf gegen ihre Teamkameradin Mildred Didriksen und die Südafrikanerin Marjorie Clark. Schaller belegte in 11,8 s Platz 2 hinter der zeitgleichen Didrikson und war somit für das Finale qualifiziert. Im Finale lief sie wieder 11,8 s, blieb jedoch hinter der zeitgleichen Marjorie Clark auf Platz 4. Didrikson gewann das Rennen in neuer Weltrekordzeit von 11,7 s vor der zeitgleichen Evelyne Hall.
1933 wurde Simone Schaller US-Meisterin über 80 Meter Hürden. Ihr Verein konnte sie aus finanziellen Gründen nicht mehr zu Leichtathletikmeetings im ganzen Land schicken. Um sich in Form zu halten, spielte Schaller Basketball für einen Verein in El Monte. Die Liga war nicht von der Amateur Athletic Union sanktioniert, so konnte Schaller dort spielen, ohne ihren für die Olympischen Spiele benötigten Amateurstatus zu verlieren.
Da ihr Leichtathletikverein ab 1936 wieder die Sportler für Veranstaltungen unterstützen konnte, nahm Simone Schaller zu Beginn des Jahres ihr Training wieder auf. Die Olympiaausscheidungen für Berlin fanden auf Randalls Island in New York statt. Durch Privatspenden und der Unterstützung der Stadt Monrovia konnte Schaller ihre Reise auf die andere Seite des Kontinents antreten. Als Dritte schaffte sie es, sich für Berlin zu qualifizieren. Ihren Vorlauf gewann sie in 11,8 s. Im Halbfinale schien es, als wäre sie Dritte und damit für das Finale qualifiziert. Doch die italienische Mannschaft legte Protest ein, dem stattgegeben wurde. Statt Schaller war nun die Italienerin Claudia Testoni auf Platz 3. Bei der Rückkehr wurde der US-Mannschaft durch Bürgermeister Fiorello LaGuardia der Schlüssel der Stadt New York überreicht.

## Späteres Leben
Simone Schaller beendete ihre Leichtathletiklaufbahn 1937. Sie heiratete den Baseballspieler Joseph Kirin, der als Halbprofi tätig war. Sie selbst spielte aktiv Softball. Mit Joseph Kirin hatte sie drei Kinder, zwei Jungen und ein Mädchen. Simone Schaller begründete einen Cateringservice für die High School von Temple City. Am 20. Oktober 2016, im Alter von 104 Jahren, verstarb Simone Schaller. Sie war zu diesem Zeitpunkt die älteste lebende Olympionikin.